# N
La N és la catorzena lletra de l'alfabet català i onzena de les consonants. El seu nom és ena, en o ene. Juntament amb la i grega forma el dígraf que és anomenat enye al País Valencià. Probablement prové de la lletra Nûn de l'alfabet semític que representaria una serp i on ja tindria el valor de /n/ que heretaria el grec, l'etrusc i finalment el llatí.

## Fonètica
En català representa la nasal alveolar sonora de l'alfabet fonètic internacional /n/ en posició inicial (nap) o intervocàlica (cana), i dental, labiodental, alveolar, palatal (enllestir), o velar (cinc) depenent del punt d'articulació de la següent consonant a la qual assimila.

## Significats de la N
- Bioquímica: en majúscula símbol de l'asparagina.
- Cronologia: Indica el mes de novembre
- Física: en minúscula símbol de la variable del nombre de mols. També indica els neutrons
- Lingüística: és l'abreviatura de nom o de nucli
- Matemàtiques: és l'abreviatura de nombre (també amb la variant nº). En minúscula representa un nombre natural, i el símbol del conjunt dels nombres naturals, {\displaystyle \mathbb {N} }, és una N majúscula estilitzada.
- Química: en majúscula símbol de l'element químic nitrogen.
- SI:
  - En minúscula símbol del prefix nano.
  - En majúscula símbol de la unitat derivada del SI anomenada newton (el nom de la unitat s'escriu en minúscules).
- Símbols: Indica el nord. També és part del logotip de Nintendo per als videojocs
- Vehicles: Indica que un vehicle ve de Noruega. També indica carretera nacional

## Usos gramaticals
La n a final de paraula apareix en diferents llengües, amb significats molt diferents, també: 
- En esperanto, indica l'acusatiu, que és l'únic cas que es declina en aquesta lengua.
- En basc:
  - En els verbs, totes les formes en passat acaben en n.
  - Sola, és suficient per declinar alguns noms propis en el cas inesiu (cas "non"), que indica llocs. Per exemple: Bilbo: Bilbao > Bilbon: a Bilbao. Aquest cas acaba en n per tots els substantius, i també hi acaben els casos genitiu ("noren") i sociatiu (norekin).
- En algunes llengües romàniques (entre elles el català, el castellà i l'occità) acaben en n les formes personals dels verbs que corresponen a la tercera persona del plural (són, cantaven, escoltarien, portin...).
- En alemany trobem n final:
  - En tots els verbs en infinitiu, i en algunes formes personals que tenen la mateixa forma que l'infinitiu.
  - En les situacions en què el cas acusatiu es marca, es fa amb una n al final.
  - En alemany no hi ha una regla universal per la formació dels plurals, però molts substantius formen el plural afegint una n (Kartoffel (patata) > Kartoffeln (patates)).

## Símbols derivats o relacionats
| Caràcter | Descripció                      | Unicode (maj./min.) | Html (maj./min.)  | Notes d'ús   |
| -------- | ------------------------------- | ------------------- | ----------------- | ------------ |
| Ñ        | N amb titlla                    | U+00D1 U+00F1       | &Ntilde; &ntilde; | castellà     |
| Ń        | N amb accent agut               | U+0143 U+0144       |                   |              |
| Ň        | N amb anticircumflex            | U+0147 U+0148       |                   | txec         |
| Ņ        | N amb ogonek                    | U+0145 U+0146       |                   | alfabet letó |
| Ŋ        | eng                             | U+014A U+014B       |                   | lapó, AFI    |
| Ṅ        | N amb punt superior             | U+1E44 U+1E45       |                   |              |
| Ṇ        | N amb punt inferior             | U+1E46 U+1E47       |                   |              |
| ŉ        | n minúscula amb apòstrof davant | U+0149              |                   | afrikaans    |